# Brigada 18 Infanterie „Banat”
Brigada 18 Infanterie „Banat" este o unitate Armatei Române. Este partul Divizia 4 Infanterie „GEMINA”. 

## Structura
Aceasta brigada este împarțita în șapte urmatorele parte:
- 1. - Batalionul 32 infanterie Mircea "Scorpionii Galbeni" - cu sediul în Timișoara, a fost în misiunele militare în Irak, Kosovo și Afganistan.[2]

- 2. - Batalionul 191 infanterie Radu Golescu Arad - cu sediul în Arad, a primit drapelul de lupta la 12 iunie 1995, batalionul acesta se numește și Batalionul Mixt Româno-Ungar. [3]

- 3. - Batalionul 185 Sprijin Logistic "Mureș" din Lipova - cu sediul în Lipova, a primit drapelul de lupta la 20 iunie 2011[4]

- 4. - Batalionul 184 Apărare Antiaerenă "Timiș" - are baza la Giarmata în zona aeroportului militar în Timișoara, a primit drapelul de lupa la 9 mai 2012[5]

- 5. - Batalionul 26 de vănători de munte Avram Iancu - a primit drapelul de lupta la 19 octombrie 1969, denumirea primit pe data de 24 octombrie 1969[6]

- 6. - Batalionul 183 Artilerie "General Ion Dragalina" Lugoj - înfiintat în 2010 în perimetrul garnizoanei de tradiție în domeniu, care apartinut Brigazii 24 Artilerie Antitanc "Eftimie Murgu" (al carei drapel de lupta a fost primit în 1995)[7]

- 7. - Escadrila 712 Giarmata dotata cu elicoptere IAR-330 Puma M - unitate mențioata și în articolul "Flota de elicoptere militare a României", nu este subordonata brigazii "Banat" și Forțelor Aeriene.[8]